# Bienener Altrhein
De Bienener Altrhein is een natuurgebied  bij Bienen in de Duitse gemeente Rees in de Nederrijnse Laagvlakte en onderdeel van natuurgebied Bienener Altrhein, Millinger Meer, Hurler Meer en Empeler Meer. Het natuurgebied ligt op de rechteroever van de Rijn en ontstond uit oude rivierbeddingen. Het grenst aan Emmerik en heeft een oppervlakte van 6.38 km². Kernen in de nabije omgeving zijn, Bienen, Millingen en Empel.

## Bienener Altrhein
De Bienener Altrhein is een buitendijks overstromingsgebied in de uiterwaarden ten zuiden van Praest. Het is een gebied van natte weilanden met geulen, kolken en oude dijken. Het ligt binnen de lus van een oude Rijnstrang en wordt gekenmerkt door een weids weidelandschap met knotwilgen, vloedbos. 
Het deelgebied KLE-014 is al sinds 1968 aangewezen als beschermd gebied. Het is een vogelbroedgebied vanwege zijn belangrijke rol als rust- en foerageergebied voor water- en weidevogels, waaronder arctische ganzen. Vogelsoorten die er voorkomen zijn onder andere de zwarte stern met een nestkolonie, de ijsvogel en de bosruiter.
De oude rivierbedding kent een wisselend waterpeil gereguleerd door een pompstation bij Dornick. De luwte vormt een rustzone voor trekkende vissoorten en habitat en broedkamer voor vissen als de kleine modderkruiper, rivierprik, Cottus gobio en bittervoorn. 
Het deelgebied is te bereiken over de Grietherbuscher Straße. 

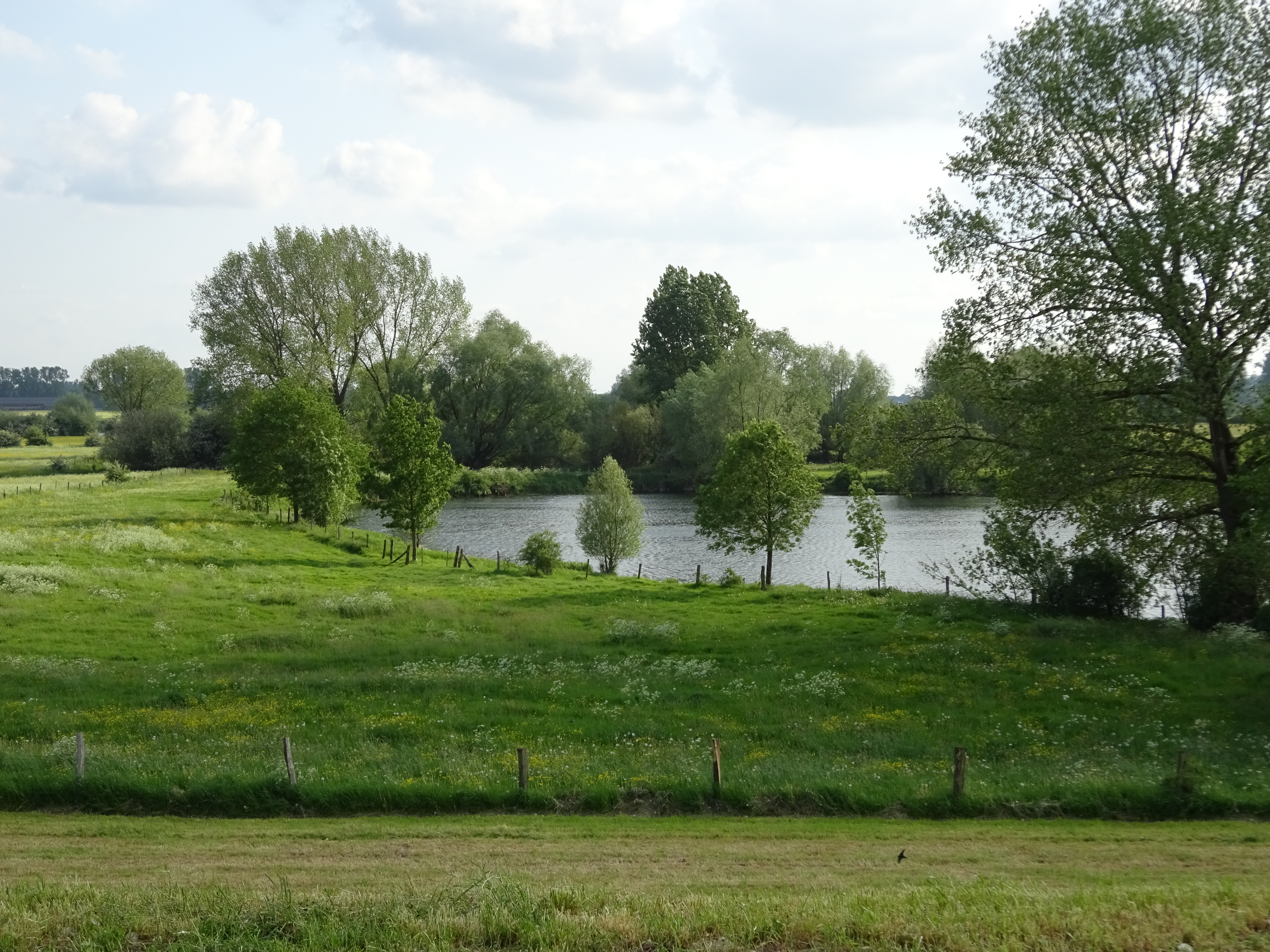
Vanaf de dijk bij Praest
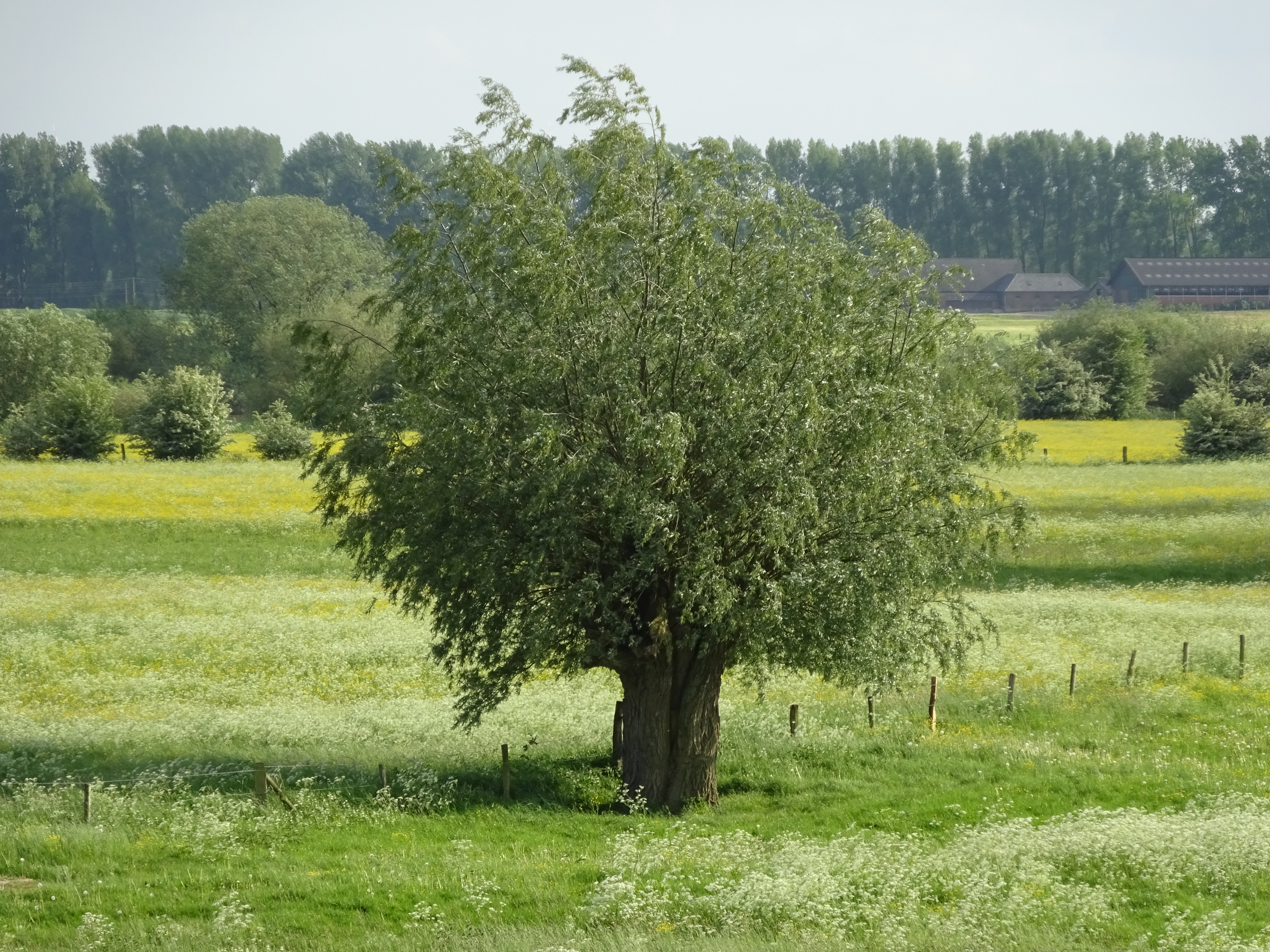
Knotwilg in weiland
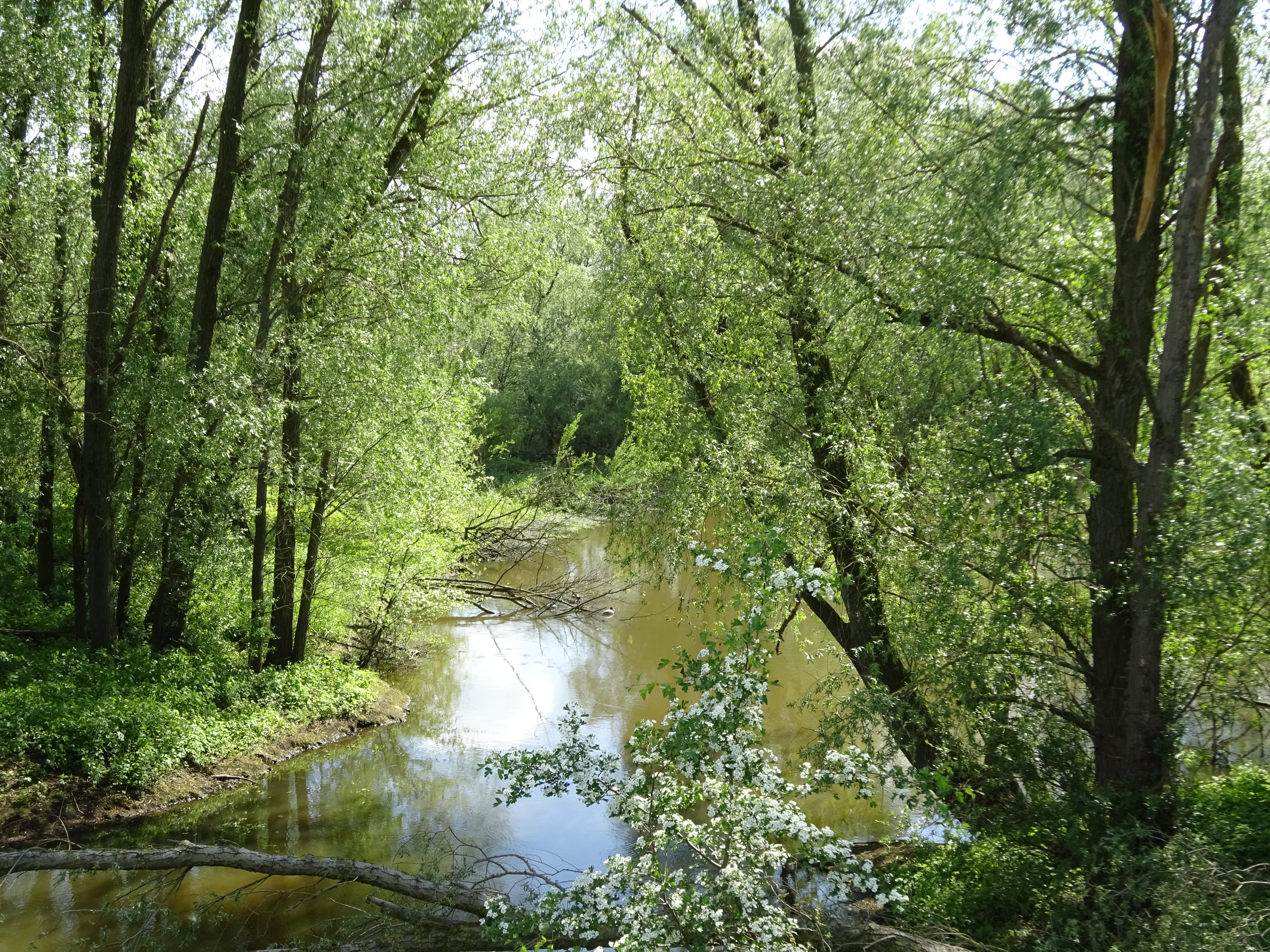
Aan de brug naar Grieterbusch

## Millinger Meer, Hurler Meer en Empeler Meer
Het natuurgebied Bienener Altrhein, Millinger Meer, Hurler Meer en Empeler Meer bestaat verder uit de volgende gebieden:
Millinger Meer
een verbreding van de Millinger Landwehr, een langerekte plas met een strandbad,
Hurler Meer
een kleinere plas bij het Millinger meer,
Empeler Meer
een natuurgebied rondom een plas bij Haus Empel in Empel.

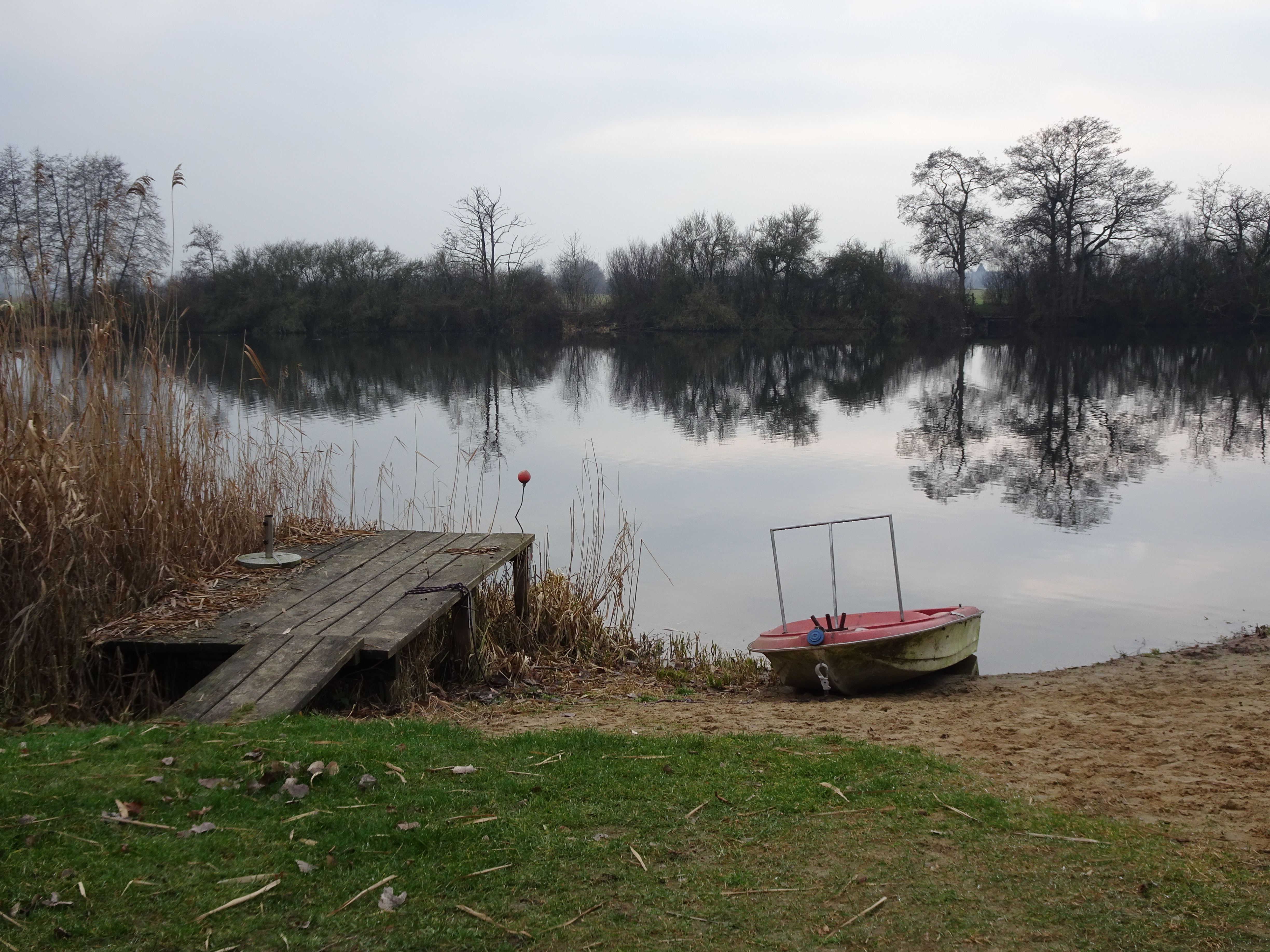
Millinger Meer
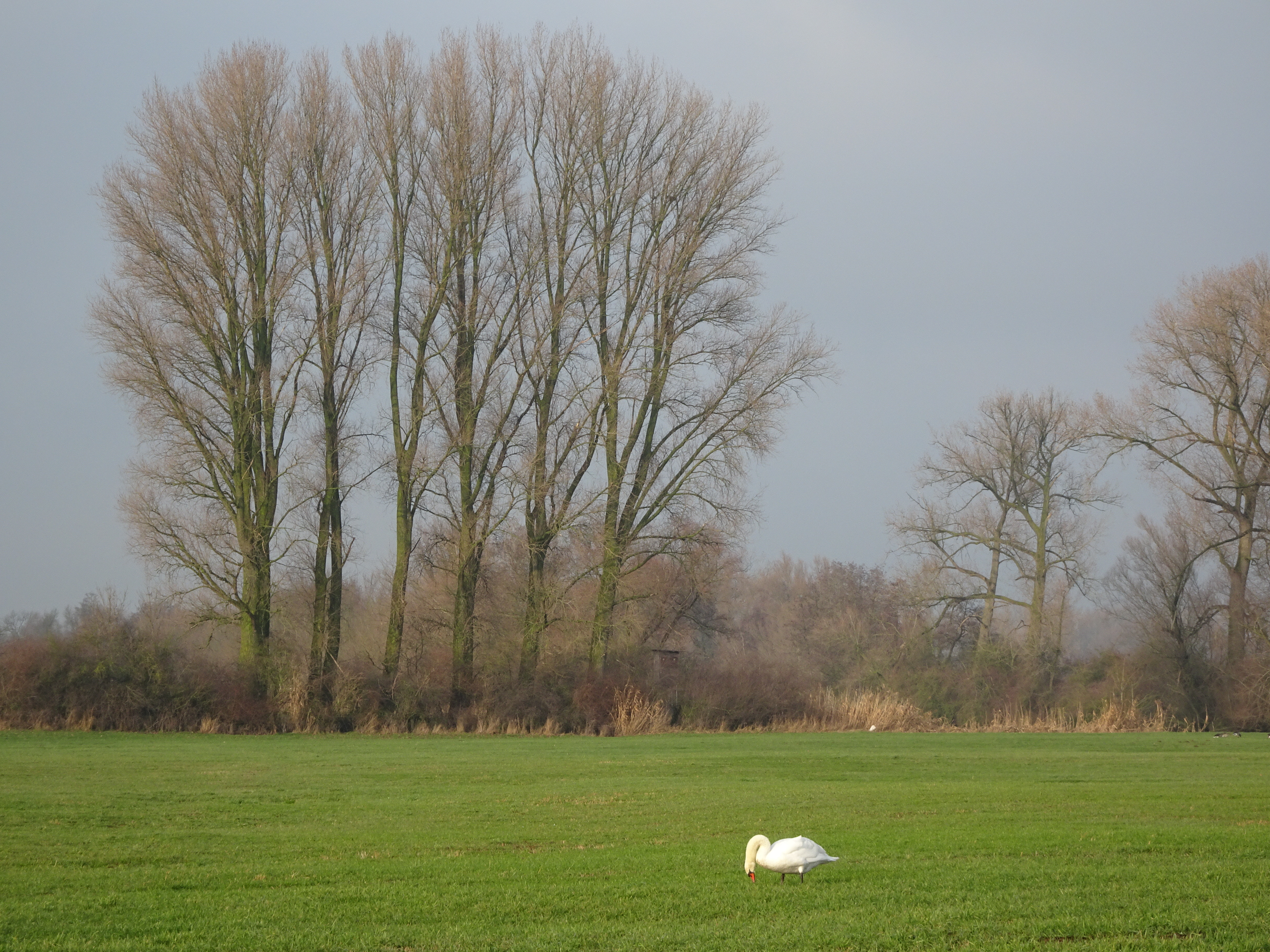
Millinger Meer
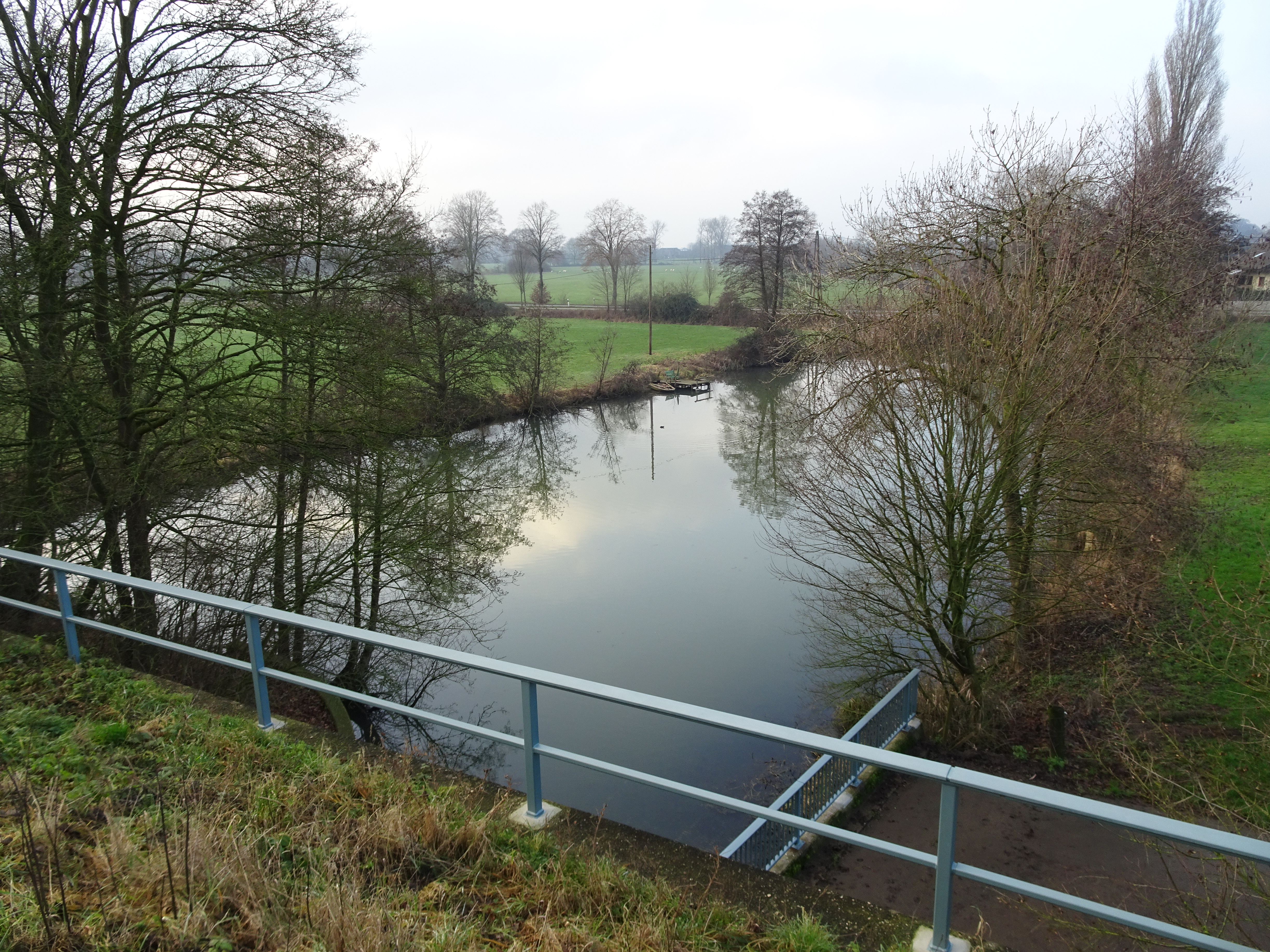
Empeler Meer
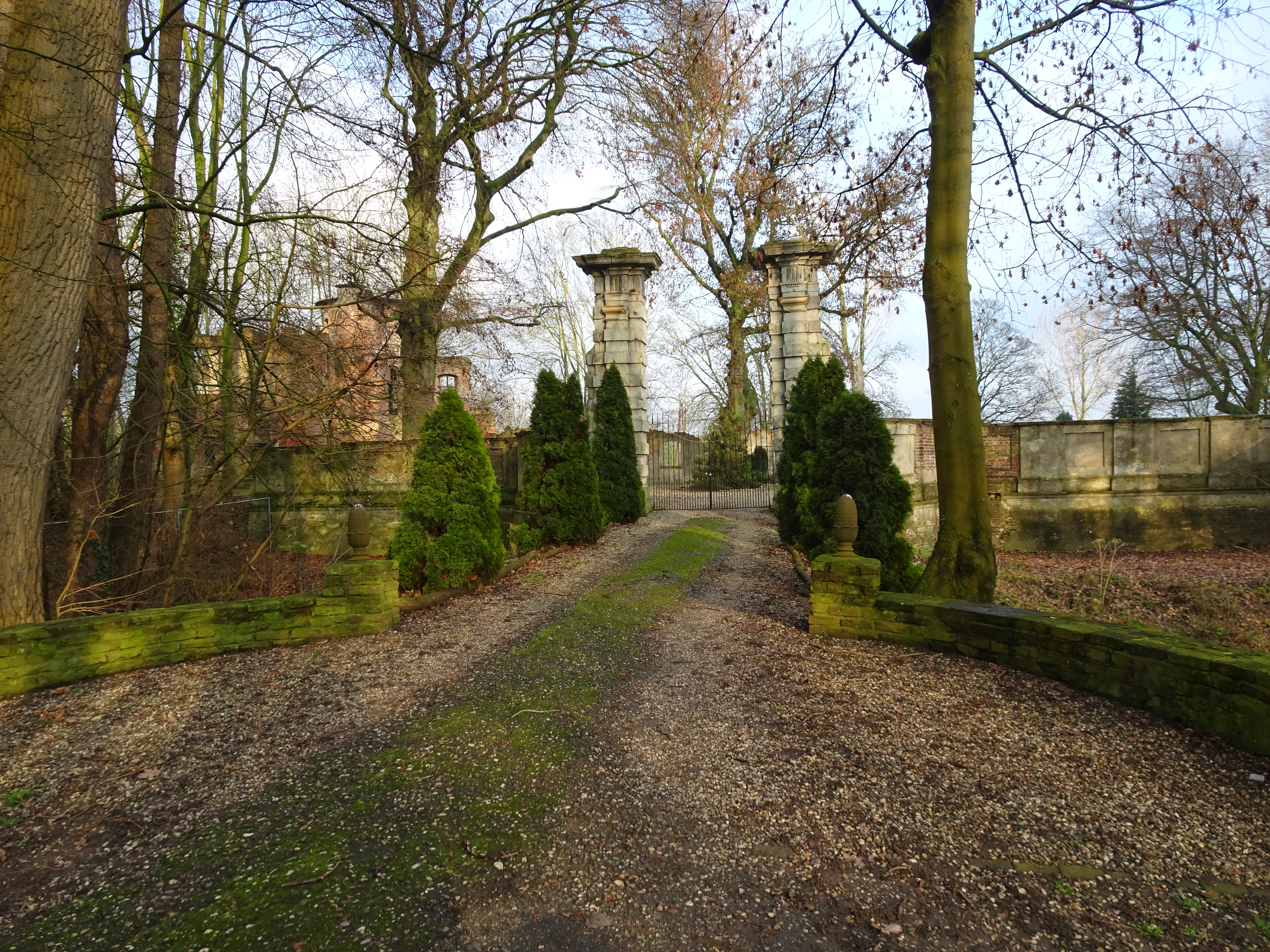
Haus Empel

## Omgeving
De Bienener Altrhein vloeit af op de Rijn bij Dornick. Het dijk- en waterbeheer in het gebied valt onder Deichverband Bislich-Landesgrenze. Het natuurbeheer valt onder Naturschutzzentrum im Kreis Kleve, deze heeft een kantoor met een informatiecentrum in Rees-Bienen. 
Cultuurhistorische bezienswaardigheden in de nabije omgeving zijn onder andere:
- Slot Hueth tussen Bienen en natuurgebied de Hetter-Millinger Bruch
- Grietherbusch en Grietherort, buurtschappen direct aan de Rijn omgeven door de uiterwaarden van natuurgebied Grietherorter Altrhein.